# Helvetia

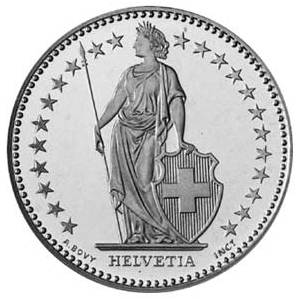
Helvetia đang đứng ở mặt sau đồng bạc 2 franc Thụy Sĩ.

Helvetia hay Hiệu Vệ Tì là nhân cách hóa quốc gia của Thụy Sĩ. Tên đầy đủ là Confœderatio Helvetica.
Câu chuyện ngụ ngôn thường được mô tả trong một chiếc áo choàng dài, với một ngọn giáo và một chiếc khiên được trang trí bằng lá cờ Thụy Sĩ, và thường là với mái tóc bện, và  với một vòng hoa là biểu tượng của liên minh. Tên gọi này là một nguồn gốc của từ ngữ dân tộc Helvetii, tên của bộ tộc Gaulish sinh sống trên Cao nguyên Thụy Sĩ trước cuộc chinh phục của người La Mã.

## Lịch sử
Ngày 14 tháng 9 năm 1672, vở kịch baroque của Johann Caspar Weissenbach được trình diễn hoành tráng tại Zug, có tên là  Eydtgnossisch Contrafeth Auff- und Abnemmender Jungfrawen Helvetiae. Vở kịch thể hiện những câu chuyện ngụ ngôn minh họa sự lớn lên của Helvetia và sự suy đồi sau cuộc Cải cách của Helvetia. Trong màn thứ 4, Abnemmende Helvetiae hay "Waning Helvetia" phải đối mặt với Atheysmus và Politicus trong khi các đức tính cũ rời bỏ cô. Trong cảnh cuối cùng, chính Chúa Giê-su xuất hiện để trừng phạt kẻ xấu tính, nhưng Mẹ của Chúa và Bruder Klaus đã cầu xin và tội nhân gây án được ân xá.
Việc xác định người Thụy Sĩ là "người Helvetians" (Hélvetiens) trở nên phổ biến vào thế kỷ 18, đặc biệt là trong tiếng Pháp, như trong Lịch sử yêu nước rất yêu nước của François-Joseph-Nicolas d'Alt de Tieffenthal des Hélvetiens (1749–53) tiếp theo là Alexander Ludwig von Wattenwyl's Histoire de la Confédération hélvetique (1754). Helvetia xuất hiện trong các tác phẩm nghệ thuật về lòng yêu nước và chính trị trong bối cảnh xây dựng lịch sử và bản sắc quốc gia vào đầu thế kỷ 19, sau khi Cộng hòa Helvetic Napoléon tan rã, và cô xuất hiện trên các đồng xu và tem chính thức của liên bang từ khi thành lập Thụy Sĩ với tư cách là nhà nước liên bang vào năm 1848.

## Tên gọi của nước Thụy Sĩ
Liên đoàn Thụy Sĩ tiếp tục sử dụng tên bằng tiếng Latinh nhưng tên gọi đó thì không thích hợp và thuận tiện khi sử dụng bất kỳ. Vìvậy, tên xuất hiện trên tem bưu chính, tiền xu và các mục đích khác; tên đầy đủ sẽ là Confœderatio Helvetica, được viết tắt cho các mục đích sử dụng như ISO 3166-1 alpha-2 và mã đăng ký phương tiện CH, và ccTLD,.ch.
Đáng chú ý, các bản dịch thuật ngữ Helvetia vẫn dùng làm tên cho Thụy Sĩ trong các ngôn ngữ như tiếng Ireland, trong đó quốc gia này được gọi là An Eilvéis, tiếng Hy Lạp, và  gọi là Ελβετία (Elvetia) và tiếng Romania, được biết đến như Elveția. Trong tiếng Ý, Elvezia được coi là cổ xưa, nhưng danh từ đồng nghĩa / tính từ elvetico được sử dụng phổ biến như từ đồng nghĩa của svizzero. Trong tiếng Pháp, người Thụy Sĩ có thể được gọi là Helvètes. Từ tiếng Đức Helvetien được sử dụng cũng như từ đồng nghĩa của Schweiz và có giá trị thơ ca cao hơn. Helvetien cũng phổ biến hơn ở Đức; người Thụy Sĩ nói tiếng Đức chỉ sử dụng "Helvetia" hoặc "Helvecia" như những từ đồng nghĩa thơ mộng cho đất nước của họ.